# Allonothrus pararusseolus
Allonothrus pararusseolus är en kvalsterart som beskrevs av Subías och Anurup Kumar Sarkar 1982. Allonothrus pararusseolus ingår i släktet Allonothrus och familjen Trhypochthoniidae. Inga underarter finns listade i Catalogue of Life.